# Zum Knipp 5 (Berzbuir)

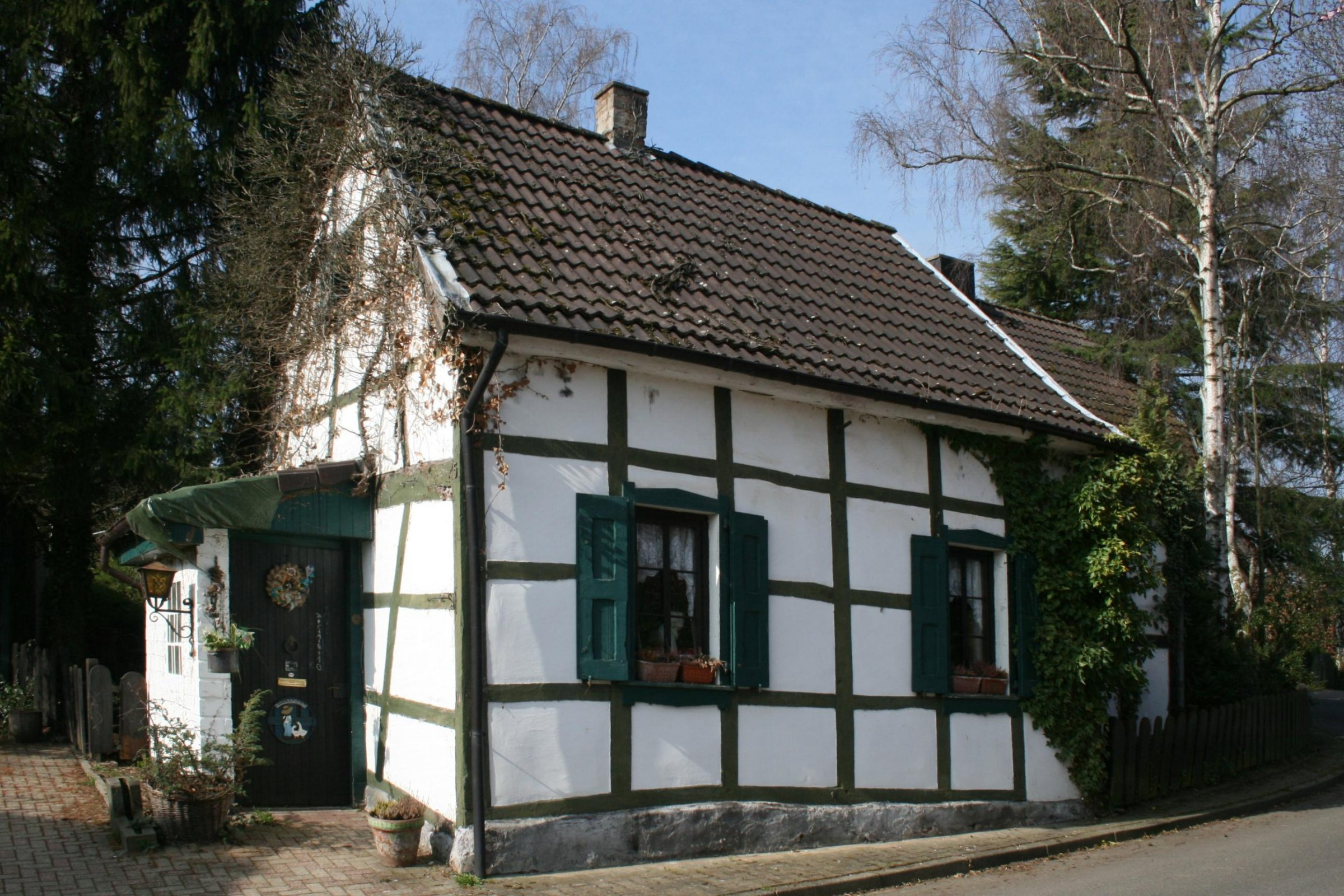

Das Gebäude Zum Knipp 5 befindet sich im Dürener Stadtteil Berzbuir in Nordrhein-Westfalen. 
Das Haus wurde im 18. Jahrhundert erbaut. 
Es handelt sich um ein kleines eingeschossiges Fachwerkhaus mit Kniestock, traufständig zu zwei Achsen. Der Eingang befindet sich giebelseitig mit einem modernen Windfang. Das Fachwerk hat durchgezapfte Ankerbalken. 
Das Bauwerk ist unter Nr. 3/014 in die Denkmalliste der Stadt Düren eingetragen.